# Harry Bevers
Harry Bevers (Maassluis, 5 maart 1965) is een Nederlands politicus namens de VVD. Sinds 2024 is hij Tweede Kamerlid. Dat was hij eerder van 2022 tot 2023. Van 2010 tot 2022 was hij gemeenteraadslid van Leeuwarden.

## Maatschappelijke carrière
Bevers ging van 1977 tot 1981 naar het mavo-4 op de Marnix-Mavo in Maassluis. Daarna volgde hij van 1981 tot 1984 een mbo-opleiding sociale dienstverlening op De Lok in Leiden en van 1984 tot 1987 een hbo-opleiding maatschappelijk werk aan de Hogeschool Rijnmond in Rotterdam. Tussen 1986 en 1995 was hij werkzaam in het maatschappelijk werk en tussen 1995 en 2022 in de automatisering. Van 2001 tot 2002 volgde hij een post-HBO-opleiding bedrijfskunde aan de Hanzehogeschool Groningen.

## Politieke carrière

### Leeuwarden
Bevers was namens de VVD van 2010 tot 2022 gemeenteraadslid van Leeuwarden. Hierin was hij onder andere voorzitter van de Auditcommissie en vice-fractievoorzitter van de VVD. In zijn portefeuille had hij financiën, ruimtelijke ordening, sport, bedrijfsvoering, publieke dienstverlening, cultuur en LF 2018, monumentenzorg, recreatie en toerisme en stads- en regiomarketing.

### Tweede Kamer
Bevers stond op de 43ste plek van de kandidatenlijst van VVD voor de Tweede Kamerverkiezingen van 2021. Hij werd op 18 januari 2022 namens de VVD beëdigd als Tweede Kamerlid. Hij had in zijn portefeuille Wadden, armoede en schuldhulpverlening en volwasseneducatie (incl. leven lang leren). Hij stond op de 27ste plek van de kandidatenlijst van VVD voor de Tweede Kamerverkiezingen van 2023. Op 5 december 2023 nam hij afscheid van de Tweede Kamer.
Na het aantreden van het Kabinet-Schoof werd Bevers op 4 juli 2024 wederom Tweede Kamerlid. Hij kreeg in zijn portefeuille cure, Zorgverzekeringswet, zorgtoeslag en pakketbeheer, curatieve zorg, drugs (Opiumwet), toezicht voedselkwaliteit en NVWA, genees- en hulpmiddelen, gezondheidsbescherming, infectieziektebestrijding, kwaliteitsbeleid, toezicht, CBG, RIVM, kennis- en informatiestructuur, arbeidsmarktbeleid cure, beroepen en opleidingen, VWS-domein voor BES-eilanden, oorlogsgetroffenen en verzetsdeelnemers en medisch ethische vraagstukken.
- Parlement.com: vlfociidrrxi

Bente Becker · Martin de Beer · Harry Bevers · Bart Bikkers · Martijn Buijsse · Eric van der Burg · Thom van Campen · Rosemarijn Dral · Wendy van Eijk-Nagel · Ulysse Ellian · Silvio Erkens · Peter de Groot · Jeroen Hartsuiker · Arend Kisteman · Daan de Kort · Claire Martens · Wim Meulenkamp · Ingrid Michon-Derkzen · Queeny Rajkowski · Simone Richardson · Hester Veltman-Kamp · Ruud Verkuijlen · Aukje de Vries · Dilan Yeşilgöz